# Abolboda glomerata
Abolboda glomerata är en gräsväxtart som beskrevs av Bassett Maguire. Abolboda glomerata ingår i släktet Abolboda och familjen Xyridaceae. Inga underarter finns listade i Catalogue of Life.